# Kaus Medius
Kaus Medius (δ Sagittarii / δ Sgr / 19 [Sagittarii) és un estel de magnitud aparent +2,72, el quart més brillant a la constel·lació del Sagitari. Visualment forma part de l'arc de Sagitari, i està situada entre Kaus Australis (ε Sagittarii) i Kaus Borealis (λ Sagittarii). D'aquí prové el seu nom: Kaus de l'àrab «arc» i medius del llatí, indicant la seva posició intermèdia en l'arc. També és coneguda com a Kaus Media, Kaus Meridionalis i Delta Sagittarii.
Kaus Medius és una gegant taronja de tipus espectral K3IIIa especialment lluminosa, ja que brilla amb una lluminositat 1.180 vegades major que la lluminositat solar. La seva temperatura superficial de 4.300 K és aproximada, car aquesta mai ha estat mesurada directament. També destaca per la seva grandària, car el seu radi és 62 vegades més gran que el radi solar; situada en el lloc del Sol, s'estendria fins a 3/4 parts de l'òrbita de Mercuri. Amb una massa 5 vegades major que la del Sol, en el seu nucli probablement té lloc la fusió nuclear d'heli en carboni. Posseeix una metal·licitat semblant a la solar ([Fe/H] = -0,01).
Visualment Kaus Medius té tres companyes tènues:
- Kaus Medius B, estel de magnitud 14,5 a 29 segons d'arc de l'estel principal.
- Kaus Medius C, estel de magnitud 15,0 a 36 segons d'arc.
- Kaus Medius D, estel de magnitud 13,0 a 59 segons d'arc.

No se sap amb certesa si aquests estels estan físicament relacionats amb Kaus Medius o simplement estan en la mateixa línia de visió. D'altra banda, existeix certa evidència espectroscòpica de que també pot existir una companya propera, cosa que poguera estar relacionada amb la seva incerta classificació com a estel de bari «lleu» —un estel que ha estat contaminat amb elements pesants procedents d'una companya ja evolucionada.
Kaus Medius s'hi troba a 347 anys llum del Sistema Solar i dins de 2,6 milions d'anys tindrà lloc el seu màxim acostament a la Terra —estarà a 245 anys llum—, moment en què la seva lluentor aconseguirà magnitud +1,96.